# Oliver Enkamp
Miko Eric Oliver Enkamp, född 10 augusti 1991, är en svensk MMA-utövare som mellan 2017 och 2018 tävlade i UFC och sedan 2019 tävlar i Bellator.

## Kampsport

### Karate
Enkamp är uppvuxen med kampsport då hans familj driver Combat Academy - ett kampsportcenter i Täby - där han själv började träna redan vid ett par års ålder. Att ha en ständig träningspartner i sin bror skulle löna sig; och han blev bland annat uttagen till svenska juniorlandslaget i karate efter att ha rest runt i Europa och tävlat i både Kata (brodern Jesses specialitet) och Kumite. Under de år han var aktiv inom karaten besökte han Okinawa i Japan ett flertal gånger för att lära sig mer direkt från karates födelseplats.

### Kickboxning
"Jag har aldrig varit någon tävlingsmänniska och brydde mig
därför inte så mycket om hur det gick i matcherna, fokus låg
alltid på att utvecklas och bli bättre i min kampskonst." 
Som tonåring vidgades hans intressen och han började träna kickboxning efter att ha sett matcher i K-1 på Eurosport. På klubben fanns vid den här tiden förutom karateträning även två kickboxningstränare vid namn Anders Carlsson samt Roger Wikström som hjälpte honom utvecklas och blev något av en mentor åt Enkamp.

### Submission grappling
Samtidigt som sporten MMA tog fart intresserade sig Enkamp för grappling och började träna på klubben Pancrase Gym för att lägga till submissions i sitt teknikregister. Kort därefter började han tävla i detta, vilket ledde honom till ett guld i SGL - Svenska Grapplingligan. Oliver tillskriver sin kreativitet och sina rörelsemönster på marken till alla år han tränade breakdance som tonåring.

### Thaiboxning
Så fort Enkamp gått ut gymnasiet åkte han till Phuket, Thailand och Tiger Muay Thai för att träna thaiboxning. Han stannade där i nio veckor och hann med att gå sin första professionella Muay Thai-match. En match som gav stor spridning efter att han vann via huvudspark och KO i den andra ronden.

### MMA

#### Amatör
2009 fick Enkamp en inbjudan till sommarlägret MMA-Academy och han anmälde sig som ensam deltagare från klubben. Väl på plats öppnades en helt ny värld för honom då han insåg hur djupt man kunde dyka i det tekniska och taktiska i sporten.[källa behövs] Det blev startskottet till vad som skulle bli hans professionella MMA-karriär. 2010 började han tävla i shootfighting (idag kallat MMA klass-B) och året efter införde man Amatör-MMA (idag kallat MMA klass-A) vilket han tävlade framgångsrikt i och blev den första svenska mästaren år 2011 efter en sex-sekunders-KO i finalmatchen. Året därpå, 2012, försvarade han sin titel som svensk mästare i weltervikt (-77.1 kg) innan han med ett amatörfacit på 14-1 bestämde sig för att börja tävla  professionellt.

#### Professionell
Inför sin professionella debut åkte Enkamp till Alliance Training Center i San Diego, CA, USA. Där bodde han på gymmets övervåning i två månader och tränade med bl.a. Ross Pearson, Jeremy Stephens, Brandon Vera, Phil Davis och Dominick Cruz.[källa behövs] Så förberedd han bara kunde vara gick han sedan sin debutmatch 9 mars 2013 vid IRFA 4 mot finnen Kari Paivinen och vann via omvänd triangelstrypning i tredje ronden.
Före nästa match i IRFA gick Enkamp en match på skånska organisationen Trophy MMA:s andra gala där han 1 juni 2013 vann sin andra professionella match via rear-naked i andra ronden mot svensken Erik Greissen. Efter det spenderade han en sommar med sin bror i Hawaii och besökte B.J. Penns gym i Hilo.
Sedan tillbaka under IRFA:s flagg mötte han georgsvensken Guram Kutateladze 5 april 2014 vid IRFA 6 och vann via enhälligt domslut.
När han sedan återvände till USA gjorde han det till American Top Team för att brottas med bl.a. Thiago Alves och sparras med Gleison Tibau.[källa behövs] Ett halvår senare på IRFA 7 den 22 november 2014 mötte Enkamp polacken Lukasz Bieniek som han besegrade via sumbission sent i andra ronden.
Under våren 2015 flög Enkamp till Las Vegas för att delta i uttagningarna till TV-serien The Ultimate Fighter där han kom med på det Europeiska teamet coachat av Conor McGregor. Sommaren därpå blev det en träningsresa till Lyoto Machidas dojo i Belém, Brasilien där han fick bra kontakt med den före detta UFC-mästaren och råd om vad som skulle leda honom till ett framtida kontrakt med UFC. En knäskada från träningen i Brasilien satte dock stopp för TUF- möjligheten.
Den 17 september 2016 vid IRFA 10 var det dags för nästa match. Den här gången mot holländaren Arne Boekee i galans huvudmatch som Enkamp besegrade via armbar/triangel i andra ronden.

#### Superior Challenge
Inte fullt en månad efter hans senaste match i IRFA gick Enkamp upp mot  brasilianaren Rickson Pontes vid SC 14. Efter en hård match vann Enkamp via enhälligt domslut  och blev uppmärksammad av svenska nyhetstidningar.
Ungefär ett halvår senare, 1 april 2017 kom nästa match i SC 15 där han mötte dansken Frodi Vitalis Hansen och vann via TKO redan i första ronden. Med ett perfekt facit om 7-0 återknöts nu kontakten med UFC

#### UFC
På grund av att han skadade sig efter att ha blivit uttagen och tvingats tacka nej till att vara med i TUF säsong 22 hade UFC varit medvetna om Enkamps potential och haft ögonen på honom. Med ett kort i Stockholm i antågande och en hastigt uppkommen öppning erbjöds Enkamp en match på två veckors varsel.
UFC Globen 2017 var platsen för Enkamps UFC-debut. Mot den rutinerade Bellator- och UFC-meriterade Nordine Taleb skulle matchen gå. Enkamp höll sig tre ronder ut, men Taleb vann på enhälligt domslut. Enkamp beskriver det som "sin bästa förlust".[källa behövs]
Nästa match gick 17 mars 2018 vid UFC Fight Night 127 mot engelsmannen Danny Roberts. Den här matchen blev något kortare än den förra i UFC, då Roberts avslutade via KO redan i den första ronden.
UFC valde då att släppa Enkamp efter 0-2 i facit med dem.

#### Bellator
Efter att UFC släppt Enkamp skrev han på för Bellator och gjorde sin debut för organisationen 22 juni 2019 på Bellator 223 mot engelsmannen Walter Gahadza och besegrade honom via submission efter en intensiv första rond.
Enkamps nästa match i Bellator bekräftades 8 augusti och den var mot italienaren Giorgio Pietrini 12 oktober 2019 vid Bellator 230 och var andra huvudmatch, co-main. Den 17 september meddelade MMAjunkie att Giorgio Pietrini strukits från kortet på grund av sjukdom och att Bellator letade efter en ny motståndare åt Enkamp, och den 26 september meddelade Enkamp själv via instagram att matchen var inställd.
Enkamps nästa match i Bellator tillkännagavs 2 december och var mot erfarne walesaren Lewis Long (17-5) vid Bellator Dublin 22 februari 2020. Enkamp vann via KO i första ronden.
Enkamp mötte härnäst fransmannen Emmanuel Dawa (8-4) vid Bellator 248 i Paris 10 oktober 2020. En match Enkamp vann via submission i första ronden.

## Tävlingsfacit

### MMA Klass A
| Antal matcher | Vunna | Förlorade |
| ------------- | ----- | --------- |
| Totalt        | 14    | 1         |

### Professionell MMA
| Resultat | Facit | Motståndare                | Metod                         | Evenemang                                | Datum             | Rond | Tid  | Plats              | Notering |
| -------- | ----- | -------------------------- | ----------------------------- | ---------------------------------------- | ----------------- | ---- | ---- | ------------------ | -------- |
| Vinst    | 1-0   | Kari Paivinen (FIN)        | Submission (omvänd triangel)  | IRFA 4                                   | 9 mars 2013       | 3    | 1:50 | Solna, Sverige     |          |
| Vinst    | 2-0   | Erik Greisson (SWE)        | Submission (rear-naked)       | Trophy MMA 2 – Cities Collide            | 1 juni 2013       | 2    | 3:17 | Malmö, Sverige     |          |
| Vinst    | 3-0   | Guram Kutateladze (SWE)    | Domslut (enhälligt)           | IRFA 6                                   | 5 april 2014      | 3    | 5:00 | Solna, Sverige     |          |
| Vinst    | 4-0   | Lukasz Bieniek (POL)       | Submission (rear-naked)       | IRFA 7                                   | 22 november 2014  | 2    | 4:52 | Solna, Sverige     |          |
| Vinst    | 5-0   | Arne Boekee (NLD)          | Submission (triangel)         | IRFA 10                                  | 17 september 2016 | 2    | 2:25 | Stockholm, Sverige |          |
| Vinst    | 6-0   | Rickson Pontes (BRA)       | Domslut (enhälligt)           | Superior Challenge 14                    | 8 oktober 2016    | 3    | 5:00 | Stockholm, Sverige |          |
| Vinst    | 7-0   | Frodi Vitalis Hansen (DEN) | TKO (slag)                    | Superior Challenge 15                    | 1 maj 2017        | 1    | 4:46 | Stockholm, Sverige |          |
| Förlust  | 7-1   | Nordine Taleb (CAN)        | Domslut (enhälligt)           | UFC Fight Night: Gustafsson vs. Teixeira | 28 maj 2017       | 3    | 5:00 | Stockholm, Sverige |          |
| Förlust  | 7-2   | Danny Roberts (ENG)        | KO (slag)                     | UFC Fight Night 127 - Werdum vs. Volkov  | 17 mars 2018      | 1    | 2:12 | London, England    |          |
| Vinst    | 8-2   | Walter Gahadza (ENG)       | Submission (rear-naked)       | Bellator 223: Mousasi vs. Lovator Jr.    | 22 juni 2019      | 1    | 4:54 | London, England    |          |
| Vinst    | 9-2   | Lewis Long (WAL)           | KO (spinning backfist)        | Bellator 240                             | 22 februari 2020  | 1    | 4:10 | Dublin, Irland     |          |
| Vinst    | 10-2  | Emmanuel Dawa (FRA)        | Submission (Japanese necktie) | Bellator 248                             | 10 oktober 2020   | 1    | 4:10 | Paris, Frankrike   |          |